# Final da Copa do Brasil de Futebol Sub-20 de 2018
A final da Copa do Brasil de Futebol Sub-20 de 2018 foi a sétima decisão da competição da categoria sub-20 organizada pela Confederação Brasileira de Futebol (CBF). Disputada entre as equipes do São Paulo e do Corinthians, foi realizada em dois jogos. O primeiro confronto ocorreu no dia 26 de maio na Arena Corinthians, em Itaquera, enquanto o segundo e decisivo jogo foi realizado no dia 2 de junho no Estádio Cícero Pompeu de Toledo, também na capital paulista. Esta foi a primeira final disputada por um clássico, o Majestoso.
Ambos se classificaram para a competição por conta do desempenho dos profissionais na edição anterior do campeonato nacional. O São Paulo ocupou a décima terceira colocação enquanto o Corinthians conquistou o título. No torneio, o São Paulo estreou derrotando o Brasil de Pelotas pelo placar agregado de 3 a 2; nas demais fases, eliminou em sequência a Chapecoense (3–0), Vasco da Gama (7–6) e Palmeiras (2–1). Enquanto isso, o Corinthians estreou goleando o Boa Esporte por 9 a 1, resultado que eliminou o jogo de volta; nas duas fases seguintes, empatou no agregado com Sport (2–2) e Flamengo (3–3), mas eliminou seus adversários nas disputas por pênaltis; por fim, na semifinal, venceu o Botafogo por 2 a 1 no agregado.
Na primeira partida, o Corinthians prevaleceu em seu estádio e saiu vitorioso por 2 a 1. Na segunda e decisiva partida, o São Paulo goleou seu adversário por 4 a 0, sagrando-se tricampeão da competição.

## Antecedentes
Segundo o regulamento da competição, o visitante que triunfasse no primeiro jogo da primeira fase por dois ou mais gols de diferença eliminaria o jogo de volta. Por esta razão, o Corinthians disputou um jogo a menos que o rival, obtendo três vitórias, duas derrotas e dois empates. Em sua campanha, o Corinthians estreou goleando o Boa Esporte por 9 a 1, classificando-se sem a necessidade de disputar o segundo jogo. Nas oitavas de final, o clube venceu o Sport nas penalidades depois de dois empates (0–0 no primeiro jogo e 2–2 no segundo). Na fase seguinte, uma derrota e uma vitória diante do Flamengo, ambas por 2 a 1; sendo que, a exemplo da fase anterior, classificou-se nos pênaltis. Na semifinal, a equipe paulistana venceu o primeiro embate contra o Botafogo por 2 a 0; no jogo posterior, uma derrota pelo placar mínimo garantiu a vaga inédita na decisão.
O São Paulo, por sua vez, disputou oito partidas e conquistou quatro vitórias, dois reveses e dois empates. Estreou na competição em Pelotas, onde foi derrotado para o Brasil de Pelotas pelo placar mínimo, mas se classificou ao vencer o jogo de volta por 3 a 1. Nas oitavas, enfrentou a Chapecoense, que derrotou a equipe catarinense no primeiro jogo por 3 a 0, e, após um empate sem gols no jogo de volta, garantiu a classificação. Na fase seguinte, nos embates contra o Vasco da Gama, os paulistanos perderam o primeiro, mas eliminaram os cariocas no segundo (7–6 no agregado). Por fim, o confronto Choque Rei na semifinal, quando o São Paulo venceu o primeiro jogo pelo placar mínimo e empatou o segundo (2 a 1 no agregado).
| Corinthians | Corinthians   | Corinthians       | Fase             | São Paulo         | São Paulo | São Paulo         |
| Adversário  | Resultado     | Jogos             | Fase             | Adversário        | Resultado | Jogos             |
| ----------- | ------------- | ----------------- | ---------------- | ----------------- | --------- | ----------------- |
| Boa Esporte | 9–1           | 9–1 (F)           | Primeira fase    | Brasil de Pelotas | 3–2       | 0–1 (F) / 3–1 (C) |
| Sport       | 2–2 (4–1 pen) | 0–0 (F) / 2–2 (C) | Oitavas de final | Chapecoense       | 3–0       | 3–0 (F) / 0–0 (C) |
| Flamengo    | 3–3 (4–1 pen) | 1–2 (C) / 2–1 (F) | Quartas de final | Vasco da Gama     | 7–6       | 4–5 (F) / 3–1 (C) |
| Botafogo    | 2–1           | 2–0 (C) / 0–1 (F) | Semifinais       | Palmeiras         | 2–1       | 1–0 (C) / 1–1 (F) |

Legenda: (C) casa; (F) fora
A Confederação Brasileira de Futebol sorteou a ordem dos mandos de campos das duas partidas da decisão no dia 16 de maio. Naquela data, apenas o São Paulo já havia se classificado da semifinal e ficou definido que a primeira partida seria realizada com mando de Botafogo ou Corinthians, enquanto a finalíssima ocorreria no Estádio do Morumbi em São Paulo.
Nos dias que antecederam o primeiro embate, o técnico do São Paulo, Orlando Ribeiro, exaltou o trabalho do rival. "Corinthians é uma equipe forte fisicamente e taticamente muito aplicada, não está na final por acaso, mas por merecimento e vamos ter que tomar muito cuidado com eles", acrescentou. Ele também exaltou o elenco do seu clube, mas esperava que os atletas demonstravam mais ambição, "a final é pouco, temos que ser campeões". Por sua vez, o Corinthians fez promoção de ingressos que variou entre 10 e 30 reais.

## Primeira partida
A primeira partida foi realizada em um sábado, no dia 26 de março, na Arena Corinthians em São Paulo. Apitado pelo árbitro paulista Rafael Gomes Félix da Silva, o primeiro confronto teve apenas torcida única devido a determinação do Ministério Público do Estado de São Paulo. Nos primeiros minutos, o São Paulo manteve a posse de bola e a marcação no campo defensivo do adversário, mas a única chance aconteceu quando Jonas Toró recebeu um passe na área e finalizou para a interferência do goleiro Diego. Por volta dos 15 minutos, o Corinthians começou a dominar as tentativas ofensivas e, aos 18, Renan Areias fez um lançamento para Rafinha que chutou para fora. A partir dos 20 minutos, os anfitriões começaram a se impor no jogo: aos 27, João Victor cabeçou para a intervenção de Júnior, o goleiro são-paulino voltou a fazer uma defesa na finalização de Renan Areias aos 36 minutos. Este, porém, não desperdiçou novamente e no minuto seguinte finalizou para abrir o placar. Apesar do resultado adverso, o São Paulo quase empatou no final do primeiro, quando o zagueiro Walce cabeceou sem marcação, mas a bola foi para a linha de fundo.
Na volta do intervalo, o comportamento inicial do São Paulo retornou: a equipe tinha a posse de bola e fazia a marcação no campo defensivo do Corinthians. No entanto, aos 5 minutos, os anfitriões organizaram um ataque até a perigosa finalização de Daniel Marcos. Dois minutos depois, Carlos Augusto completou um cruzamento e ampliou o marcador, fazendo o segundo gol alvinegro. Com o resultado negativo, o São Paulo substituiu Jonas Toró por Antony. Este, em seu primeiro ataque, aproveitou do vacilo de Renan Areias, retomou a posse de bola e avançou para finalizar no canto esquerdo do goleiro Diego, diminuindo o placar para o São Paulo. Apesar do tento, os visitantes não conseguiram se impor na partida. Aos 36 minutos, Fabrício Oya chutou de longa distância, mas para fora. Após essa finalização, a equipe alvinegra privilegiou a marcação e o ritmo do jogo caiu significativamente.
Com este resultado, o São Paulo precisava vencer a segunda partida por dois ou mais gols de diferença para conquistar o título: qualquer vitória por um gol de diferença levaria a decisão para as penalidades. O Corinthians, por sua vez, ganhou a vantagem do empate.
| 26 de maio    | Corinthians                           | 2 – 1                 | São Paulo  | Arena Corinthians, São Paulo            |
| 10:45 (UTC−3) | Renan Areias 37' · Carlos Augusto 52' | Súmula Website da CBF | Antony 64' | Árbitro: SP Rafael Gomes Félix da Silva |

| Corinthians | São Paulo |

| G              | 1  | Diego          |     |     |
| LD             | 2  | Daniel Marcos  | 56' |     |
| Z              | 3  | João Victor    |     |     |
| Z              | 4  | Ronald         |     |     |
| LE             | 6  | Carlos Augusto |     |     |
| M              | 5  | Eduardo        |     | 65' |
| M              | 8  | Renan Areias   | 59' |     |
| M              | 7  | Vitinho        |     | 33' |
| M              | 10 | Fabrício Oya   |     | 84' |
| A              | 10 | Bilu           |     |     |
| A              | 9  | Rafael         |     | 65' |
| Substituições: |    |                |     |     |
| Z              | 15 | Rael           |     | 65' |
| M              | 19 | Ramonzinho     |     | 33' |
| M              | 23 | Adson          | 85' | 84' |
| A              | 20 | Nathan         |     | 65' |
| Treinador:     |    |                |     |     |
| Coelho         |    |                |     |     |

| G               | 1  | Júnior           |     |     |
| LD              | 14 | Caio Carioca     |     |     |
| Z               | 3  | Walce            |     |     |
| Z               | 4  | Rodrigo          |     |     |
| Z               | 13 | Diego            |     | 86' |
| LE              | 6  | Welington        | 84' | 86' |
| M               | 8  | Luan             |     | 86' |
| M               | 10 | Igor Gomes       |     | 63' |
| A               | 11 | Helinho          | 54' | 86' |
| A               | 9  | Jonas Toró       |     | 63' |
| A               | 18 | Gabriel Novaes   |     |     |
| Substituições:  |    |                  |     |     |
| Z               | 2  | Lucas Melo       |     | 86' |
| M               | 31 | Geovane          |     | 63' |
| M               | 20 | Antony           |     | 63' |
| M               | 16 | Rafael Preguinho |     | 86' |
| M               | 15 | Danilo           |     | 86' |
| M               | 28 | Rodrigo Nestor   |     | 86' |
| Treinador:      |    |                  |     |     |
| Orlando Ribeiro |    |                  |     |     |

## Segunda partida
A partida finalíssima foi realizada no dia 2 de junho, no Estádio do Morumbi, capital paulista, e apitada pelo árbitro José Cláudio Rocha Filho. A diretoria são-paulina promoveu uma campanha para arrecadar agasalhos para a Cruz Vermelha, mas não cobrou e nem trocou os ingressos. Com o público superior a 24 mil torcedores, o São Paulo iniciou a partida atacando o adversário, o primeiro ataque ofensivo ocorreu antes do primeiro minuto, quando Helinho cruzou e o atacante Gabriel Novaes cabeceou acertando o travessão. Apesar da chance desperdiçada, os anfitriões mantiveram o ritmo e abriram o placar aos seis minutos: Jonas Toró avançou, Helinho retomou a posse da bola e tocou para Gabriel Novaes finalizar. O Corinthians, por sua vez, tinha dificuldades em organizar ataques ofensivos. Porém, em sua primeira tentativa ofensiva, o jogador Eduardo foi lançado, dominou e chutou cruzado para fora. Com maior posse de bola e a marcação no campo de defesa do adversário, o São Paulo continuou superior no jogo, aos 24 minutos, Helinho cobrou uma falta perigosa e acertou a trave do goleiro Diego. Após esse lance, a equipe alvinegra conseguiu aumentar a posse de bola, equilibrando a partida; no entanto, o lateral Carlos Augusto vacilou no final do primeiro tempo, Jonas Toró retomou a bola, invadiu a área e dividiu com Carlos Augusto, que tocou contra o próprio gol.
Apesar da vantagem por dois gols, o São Paulo voltou para o segundo tempo com mesmo ímpeto ofensivo, mas o primeiro ataque perigoso foi de Rael, o jogador do Corinthians fez uma jogada individual e finalizou para fora. O São Paulo, porém, respondeu ampliando a partida: o zagueiro Walce cobrou uma falta de longa distância e acertou o ângulo de Diego. Com o resultado adverso, o Corinthians buscou o ataque para diminuir o placar visando levar a disputa para as penalidades. No entanto, perdeu seu zagueiro Ronald que foi excluído ao receber o segundo cartão amarelo. A situação alvinegra complicou ainda mais após um chute sem muitas pretensões da defesa do São Paulo, o goleiro Diego deixou a meta e interceptou a trajetória da bola, mas sem muita precisão. Gabriel Novaes, então, tomou posse da bola e encobriu o goleiro, marcando o quarto gol dos anfitriões. Mesmo com o resultado, os são-paulinos continuaram atacando e quase ampliaram aos 31 minutos: Gabriel Novaes cabeçou para a defesa de Diego e no rebote, Toró finalizou para fora. Nos últimos minutos, Geovane cobrou uma falta e acertou a trave.
Com o resultado, o São Paulo conquistou seu terceiro título da Copa do Brasil Sub-20, tornando-se o maior campeão da competição. Além disso, esse título foi o de número sessenta conquistado pela base após a fundação do Centro de Formação de Atletas de Cotia em 2005. A equipe também ganhou a vaga na Supercopa do Brasil Sub-20.
| 2 de junho    | São Paulo                                               | 4 – 0                 | Corinthians | Estádio do Morumbi, São Paulo                        |
| 10:45 (UTC−3) | Gabriel Novaes 6', 65' · Carlos Augusto 45' · Walce 56' | Súmula Website da CBF |             | Público: 24 530 Árbitro: SP José Claudio Rocha Filho |

| São Paulo | Corinthians |

| G               | 1  | Júnior           |     |     |
| LD              | 14 | Caio Carioca     |     |     |
| Z               | 3  | Walce            |     |     |
| Z               | 4  | Rodrigo          |     |     |
| LE              | 6  | Weverson         | 34' |     |
| M               | 8  | Luan             |     | 67' |
| M               | 16 | Rafael Preguinho | 13' | 67' |
| M               | 10 | Igor Gomes       |     | 85' |
| A               | 11 | Helinho          |     | 82' |
| A               | 9  | Jonas Toró       |     | 82' |
| A               | 18 | Gabriel Novaes   |     | 82' |
| Substituições:  |    |                  |     |     |
| Z               | 13 | Diego            |     | 67' |
| Z               | 2  | Lucas Melo       |     | 85' |
| M               | 5  | Cássio           |     | 67' |
| M               | 20 | Antony           |     | 82' |
| M               | 31 | Geovane          |     | 82' |
| M               | 15 | Danilo           |     | 82' |
| Treinador:      |    |                  |     |     |
| Orlando Ribeiro |    |                  |     |     |

| G              | 1  | Diego          |          |      |
| LD             | 2  | Samuel         | 62'      |      |
| Z              | 3  | João Victor    |          |      |
| Z              | 4  | Ronald         | 55', 62' |      |
| LE             | 6  | Carlos Augusto |          |      |
| M              | 5  | Eduardo        |          | 59'  |
| M              | 8  | Renan Areias   |          |      |
| M              | 7  | Ramonzinho     |          | 28'  |
| M              | 10 | Fabrício Oya   |          | 65'  |
| A              | 10 | Bilu           |          |      |
| A              | 9  | Rafael         |          | INT' |
| Substituições: |    |                |          |      |
| Z              | 16 | Rael           |          | INT' |
| M              | 20 | William        |          | 28'  |
| LE             | 18 | Lucas Pires    | 83'      | 59'  |
| M              | 23 | Adson          |          | 65'  |
| Treinador:     |    |                |          |      |
| Coelho         |    |                |          |      |